# 大中華經濟圈
大中華經濟圈是指包含中國大陸、香港和台灣的經濟圈。隨著中國經濟發展與外貿的增長，中國大陸在21世紀成為亞洲市場的中心。隨著台灣和香港的生產鏈與中國大陸高度關聯，形成了一個名為“大中華經濟圈”的新經濟網絡。